# 小行星6280
小行星6280（英語：6280 Sicardy）是一颗围绕太阳公转的小行星。1980年9月2日，愛德華·鮑威爾在可可尼诺县发现了此天体。
这颗小行星的绝对星等为49.69294701157752等。